# 南湖公園

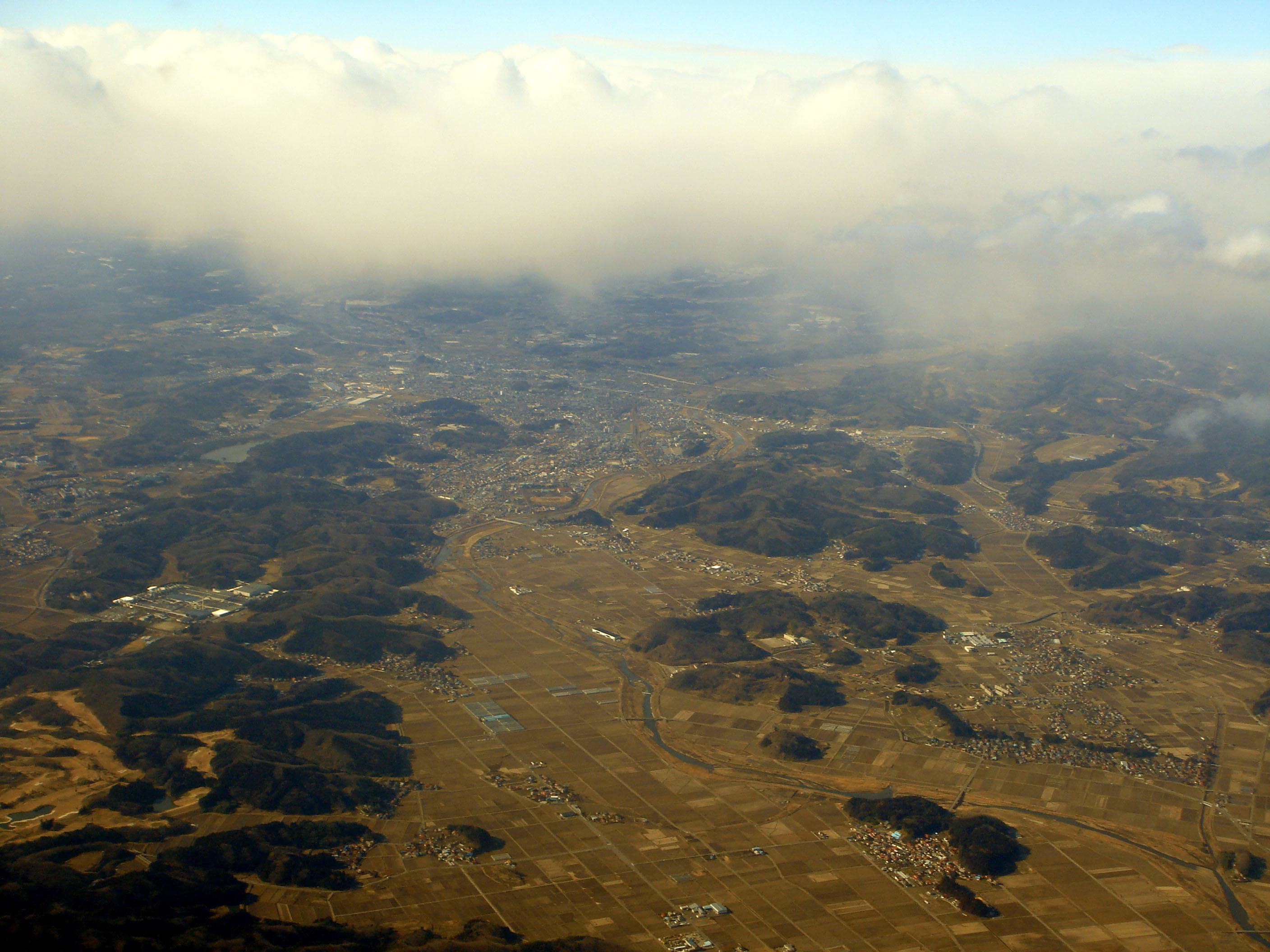
画像左の湖が南湖公園。周囲は阿武隈川上流域にあたり国道4号、東北自動車道、東北本線、東北新幹線が集中する。
（2007年1月撮影）
thumb|250px|解説付き画像はこちら

南湖公園（なんここうえん）は、福島県白河市にある都市公園（風致公園）である。
日本最古の公園といわれており、1924年（大正13年）12月9日、国の史跡および名勝に指定されている。
また、周囲は南湖県立自然公園に指定されているほか、2010年（平成22年）3月25日に南湖として農林水産省のため池百選に選定された。

## 歴史
日本の公園制度は、公園の項にもあるとおり1873年（明治6年）の太政官布告からであるが、「南湖」が「日本最古の公園」とよばれるゆえんは、1801年（享和元年）、楽翁こと白河藩主松平定信が造成したこの湖の地を身分の差を越え庶民が憩える「士民共楽」という思想を掲げ、レクリエーション地として開放した場所とし、それが今日まで現存しているためである。
南湖の名は李白の詩句「南湖秋水夜無煙」からとも、白河小峰城の南に位置していたことから名付けられたともいわれている。現在の南湖公園のあたりは元々大沼と呼ばれた湿地帯で、松平家が藩主になるまえの本多家のころから多目的に利用するための湖沼を施工してはいた。丘には松の木が密に分布し、花々もその間に点在して観葉植物の種類に富み、池のなかには島嶼があって遊覧の地となっている。

### 各文献における記述
中根金作『日本の庭』河原書店によると、築造には領内の人員を投入し報償を与え区割りという請負も導入し完成させたとし、報償の中には水利権もあったという。完成と前後して松や楓、桜を植え松虫、鈴虫を放ち茶室を作って風流を楽しんだが、目的は新田を開発し潤いを持たせることにあったとしている。中根は景観の素晴らしさも指摘し、中央に弁天島があり関山と那須連峰を従え、桜と新緑や紅葉の季節、何も趣があり、雪の降った後の眺めも良いと指摘する。
変化に富んだ地勢や地形をも持った土地柄には環境を巧みに利用した作庭が行われ、洗練された庭園発達の素因となったとし、当時美しい京都の自然風景自体が春は春で秋は秋の眺めがあり、そしてそれぞれ特色があって風景を眺めて遊ぶのが最も好まれていたこと、
『栄華物語』の記事にも自然風景を四季に分けて庭に接し楽しむ様があり、これは極楽浄土の荘厳を考えており、船を浮かべ春は花を秋は紅葉を眺めて詩唄に楽しんだことが頷けるという。
森蘊『日本史小百科　庭園』も、南湖は定信が民衆と共に楽しむために作った全風景地をそのまま取り込んだ大庭園で、関東以北における大名庭園としては偕楽園と並び称されるとし、面積は35万平方メートルに及び大区域を占めその中に存在する池沼を囲んで松木に富むと共に展開する一帯の風景的構成は誠に平遠かつ幽随そのものであるとしている。
その池辺は花木草花などの種類も多く生じ多数の小島が点在し、池辺や島上には池亭を建たせこれにより天与の自然美に人工美を加えている点は実にに見て見事であるとしている。
その湖面には鳥類が集まり水中には魚が遊泳していて自然を利用した日本各地の多くの庭園の中では最も恵まれているとする。
中国の『洛陽名園記』に載せられている湖園の風趣を模写したものとみられるところがあって日本庭園史上に重要な意味を持つものとしている。
秋田書店『日本の名庭百選』によると、南湖の庭園は日本にある池泉庭園の中で最も大きいもののひとつで、この庭の存在が日本の近代公園としての築造目的が民衆の保健、娯楽を持っていることのほか、人工による造園という手段をあまり用いない、自然本意の造園を指摘する。そして楽翁は「築山庭造伝」などに見る形式的造園を打破し、自然主義を唱えてここ南湖において実践。 楽翁の作庭を如実に伝える『菟裘小録』という随筆が残されており、その中で「庭はただ地勢というものあり、海近きところはたとえ海だとみゆるにあらねども吹く風までも海の趣はあるなり、石にも海と山との違いあり、狭き庭にはならば友あれ、広くはその知性をで作るべし、もとより地勢に従ふばかりになり、わが心にたくはことなく地勢ならば庭を作るべし」としている。また南湖はその名の通り湖のような池泉を持つが池泉といっても大沼で、自然の谷に堰を作り池泉の底には粘土層を敷き詰めてあるという。したがって、普通の池とは違ってかなり水位が高いとし、満々と水を蓄えた景色は、訪れた人々に をおおらかにし、訪れた人々の心をなでることを指摘。庭の中心一観賞地としては 錦の岡と言われるところで、ここに共楽亭という東屋を配するが、これは共に楽しむという民衆相互の遊観を意味し、その意味では水戸偕楽園と同じく階級超越を表すものであるが、この錦が岡に対して北岸鏡にはアカマツの林を配している。このアカマツの群生を通して見ると大和絵のように美しいことを指摘。また湖上には、御影下島の二島があるが、天女島というこの平らな島は中国洛陽の湖園の趣を同じくし、松江からみた宍道湖にも通じる、周遊はもちろんのこと、魚釣りの遊娯にも最適であるとしている。
白河結城観光協会『歴史と観光』で高村左文郎の著述においても、南湖の水深は現在一番深いところで1メートルを少し超えるほどだとしており、湖の定義は水深4メートル以上なので、あくまで池泉で湖とはされないが、200年も経っているので泥で深くはなっているかもしれないとしている。また湖を見下す長岡の松林の中に二間ほどの面積しかない土の間には鴨居があっても敷居がなく、当時偉人は敷居越しに平伏してお目にかかったものであったが、ここでは市民関係は一切抜きにして領主も百姓町人も同等ということで敷居がないという。
白河市・白河市教育委員会『史跡名勝南湖公園管理計画書』（1982年）においても、南湖は定信得意の築堤技法を用い、西方の那須山脈及び東南方の関山を借景として調和を測った自然風庭園を造ったと指摘。湖畔の松林には吉野桜や嵐山の楓を取りまぜ、鏡山に茶室「共楽亭」を建て庶民にも開放をしたとしている。
定信築造の庭園は史実としては江戸浴恩院ほか5庭園あるが、南湖は現存する唯一のものとされる。
また現存する施設である蘿月庵は寛永7年（1795年）頃、定信が家老三輪待月に命じ、その屋敷内に作らせたという。設計は待月の父である長尾仙鼡で、「松風亭蘿月庵」と称したが、文政6年（1823年）に松平家桑名転出に際し常磐椎親に譲り、明治になり郡役所が保管し、大正13年（1924年）神社境内に移されたとしている。構造は単層茅葺きで、二畳台日中柱向切の茶室と四畳半の待合兼茶室からなり、茶室の出入り口は南側である。
岡崎文彬『集成日本の古庭園』によると、東西700メートル、南北300メートルに近い池泉は別名大沼、雅名で関の弥と呼ばれ、湖中の小島（天女島）が赤松で覆われる、湖岸上の鏡山と亭を配した錦の岡のほかには千代松原をはじめ17景を取り巻かれた湖で、自然の沼の不完全な堤を築きに直すとともに周遊にも適するよう定信により若干手入れされたに過ぎないとする。そして市民享楽の建前から本来の貯水池だけでなくでレクリエーションの場として公開されたことは湖岸に立つ南湖開墾碑の碑文からも明らかとしている。現存する日本庭園中最も自然をそのまま利用したものといえ、民衆公園的な発想という点でこの園はドイツのフォレストパルク・ミュンヘンのエングリッシャーガルテンを連想させるという。
佐藤昌著『日本公園緑地発達史』（都市計画研究所刊、1977年）でも、このように私園を解放したものでなく領地の衆民のために新たに園地の築造をしたものであることを評価する。そして完成は享和元年（1801年）、前述の南湖碑には文化元年（1804年）8月の銘があり、白河藩の儒者広瀬典の撰並の書とし、この池は楽翁の命により浚渫し築造を開始して水を蓄えたもので、これによって灌漑ため池とするとともに民の遊楽修練の場にあてたことは碑文によるとする。そして17景は、湖の北部に亭を設けた際この付近の景勝17を選んだもので「17勝詩歌碑」を立てている。
その後、昭和13年（1938年）8月に地盤国有公園、白河町管理、大正13年（1924年）2月史跡名勝地として内務省から指定を受けている。昭和16年（1941年）1月に61.4ヘクタールが都市公園決定し、昭和23年（1948年）10月に68.2ヘクタールが県立自然公園、水面16.7ヘクタールで、住民遊楽鑑賞のための造成したことに加えて重要なる歴史的公園、定信が城主となった天明3年は有名な凶作の年であったという。
定信は創設に際しこれによって次の五徳を得るとした。
1つに築堤による工事によって貧民の救済、２つに用水を確保して稲作の便を図る、3つにこの園によって市民が享楽できる、4つに船を浮かべ操舟を習う、5つに水泳の術を習得する、すなわちこの池泉で操舟や水練の武技修練を考えていた。
篠原修も著書『日本の水景―持続する僕の風景』鹿島出版会で、この溜め池は藩主定信が五徳の利を狙って、いまの言葉で言えば目的を持った多目的の開発事業で１と２に灌漑用のため池築造、その水田からの収穫を学田として藩校の運営にあてること、３と４は水無し藩白河の藩士の水練と操船のための水面の創出、その５が湖を市民享楽の地とすることであったと記している。
そしてこの最後の士農工商の別を問わないとするという点を掲げて、南湖が日本最初の公園であるとされるのであるとした。またダム建設がすなわち公園整備でもあり、おまけに湖面を使ってのレクリエーション活動までをも考えていたというその実際を、現在においてもこうした理念はよくともその実際はおそまつという例は多いと指摘している。さらに湖畔を巡る随所に在る東屋、大名庭園の作法に従った中途半端な数の17景の碑としている。
水面にはハスが浮きその下にはじゅんさいが見え、水を塞ぎ止めた千代堤には松が並木となって連なり、後の行き先を指し示すよう植えられているという。

## 名物
南湖神社周辺にある各食事処にて販売されている「南湖だんご」は、餅のように杵で搗いたものが基本。味付けは基本的に小豆餡とみたらしの二種類だが、それぞれの店で若干風味が異なり、食べ比べて好みの味を探すのも楽しみ方のひとつである。
近年は店舗によりみそ、ずんだ、黒蜜きなこ、ゴマ、桜あんなどバリエーションが増えている。
また、湖畔亭で販売している「そばだんご」も名物として知られている。
ほかに、一部店舗ではご当地萌えキャラクターの小峰シロのグッズを販売している。
周辺で飲食できる施設は昭和の頃につくられた観光地風な和食メインの食堂が大半であるが、以下のような施設もある。
- Lamp Cafe - 明治16年（1883年）、西白河郡役所として建てられ南湖公園に移築・復元された明治記念館の一階部分を利用した西洋レトロ風カフェ。
- 市立の日本庭園翠楽苑内の建物「松楽亭」にて抹茶と生菓子が味わえる。

## 生物・環境
一般的な池沼に生息する動植物に準ずる。
水生植物として、スイレン、ジュンサイ、ヒシ、ヨシ、ヒルモ、マツモ、ヒラモなど。農業用水としても使用しているのでウキクサ等の水田でよく見られる水草も生息している。
魚類としてはフナ、コイ、タナゴ、ブラックバス、ブルーギル、ライギョ、ナマズ、メダカなど。
タニシやドブガイ、マシジミ、ザリガニ、ヌマエビ、サワガニなども生息している。
鳥類としてアヒル、マガモ、カルガモ、カワウ、アオサギ、オシドリなど。
周辺森林には希少植物のアケボノシュスランの自生地があり、市民グループにより保護されている。
しかし、2013年の5月5日に何者かにより自生地が荒らされ、アケボノシュスランが根こそぎ持ち去られているのが発見されている。犯行は同年同月4日～5日の間に行われたと地元紙で報道されている。
上記の通り釣りの対象魚が多いことから白河市の代表的な釣りスポットの一つとなっており、シーズン中の休日は釣り人で賑わいを見せる。
また、子供を連れて水鳥にパンの耳などの餌を与えたりと市民の憩いの場となっている。ただし、南湖周辺には鳥インフルエンザ予防のために野鳥への餌付けを禁止する看板が立っている。
なお、周辺の山林の一部の場所にはイノシシへの罠が仕掛けられていることへの注意を促す看板が表示されているところがあるので
山林を散策する場合は遊歩道から外れないよう注意すべきである。
昭和のころ、南湖の東側から島嶼にかけて橋を建設する計画があったが、文化庁に反対されて中断し、現在はその橋桁のみが南湖の水量が少なくなった時に姿を現している。中根も前掲書で、以前関係者が弁天島に橋をかけ屋形船を浮かべることを考えたが、文化庁からの中止令が来たとする。
季節により桜の花や睡蓮の花、紅葉や雪景色など美しい風景を楽しむことができ、それに魅了されたカメラマンが思い思いの場所で撮影をしていることがある。

## 交通
- JR白河駅・新白河駅・磐城棚倉駅よりJRバス関東白棚線利用、南湖公園バス停下車
- 白河駅・新白河駅より白河市循環バス中循環利用、南湖公園バス停下車